# Baja Mali Knindža
Mirko Pajčin (srbsko: Мирко Пајчин), znan kot Baja Mali Knindža (Баја Мали Книнџа), srbski turbo folk pevec, * 13. oktober 1966, Gubin pri Livnem, SR Bosna in Hercegovina.
Svoj prvi album je izdal leta 1991. V času jugoslovanskih vojn je dosegel prepoznavnost s pesmimi s srbsko nacionalistično tematiko, katerih besedila je napisal sam. Naslovi in besedila pesmi največkrat izpričujejo vojaško tematiko, versko tematiko (pravoslavje – pesem »Bog gleda z neba«, »Božič«) in srbske nacionalistične težnje (»Kosovo je naša duša«, »Kosovo je naše«).
Zaradi skrajnih nacionalističnih pogledov ter protihrvaških in protibošnjaških besedil pesmi je Baja Mali Knindža kontroverzna osebnost, čigar nastopi so na Hrvaškem in v Bosni in Hercegovini prepovedani. Poleg nacionalističnih pesmi je sicer poznan tudi po humornih nepolitičnih pesmih.
Njegova bližnja sorodnica je bila turbo folk pevka Ksenija Pajčin (1977–2010).

## Albumi
- 1991: Ne dam Krajine
- 1992: Stan'te paše i ustaše
- 1993: Živjeće ovaj narod
- 1993: Uživo sa braćom Bajić, Rašom Pavlovićem, i Goricom Ilić
- 1994: Još se ništa ne zna
- 1994: Rat i mir
- 1994: Kockar bez sreće
- 1994: Pobijediće istina
- 1995: Igraju se delije
- 1995: Idemo dalje
- 1996: Zbogom oružje
- 1997: Ne dirajte njega
- 1998: Povratak u budućnost
- 1998: Srpskim radikalima
- 1999: Biti il ne Biti
- 1999: Život je tamo
- 2000: Zaljubljen i mlad
- 2001: Đe si legendo
- 2002: Zbogom pameti
- 2003: Baja Mali Knindža: uživo
- 2003: Luda Žurka - uživo
- 2006: Za kim zvona zvone
- 2007: Gluvi barut
- 2011: Idemo malena
- 2012: Lesi se vraća kući
- 2014: Govor duše
- 2016: 90% mi uzela kafana

1. ↑  Freebase Data Dumps — Google.